# Fundamentos da matemática
Denomina-se fundamentos da matemática a uma área de estudo que abrange tanto problemas da filosofia da matemática, como da lógica e da matemática. Ela teve a sua origem nas últimas décadas do século XIX e desenvolveu-se durante as primeiras décadas do século XX, como uma resposta à crise dos fundamentos gerada pelos paradoxos.
Do ponto de vista lógico, tem como questão fundamental as relações entre a lógica e a matemática. Do ponto de vista matemático abrange pesquisas nas áreas de lógica matemática, teoria de conjuntos, teoria dos tipos, teoria de modelos, teoria da prova, teoria da recursão e topologia.
Como ramo de estudo, está intimamente ligado com educação matemática que tenta descobrir quais são os axiomas e as definições mais elementares da matemática, e que regras de inferência são aceitáveis ao se trabalhar com tais axiomas. Suas principais vertentes são o Intuicionismo, o Formalismo e o Logicismo.
Fundamentos da matemática é uma expressão cujo significado consiste no estudo de conceitos básicos da matemática, como números, figuras geométricas, conjuntos, funções, e como eles formam hierarquias de conceitos e estruturas mais complexas, especialmente estruturas importantes da linguagem matemática (teorias como a dos modelos, propondo um significado para fórmulas, definições, provas, algoritmos). Também chamado conceitos da metamatemática, com um olhar para os aspectos filosóficos e da unidade matemática. A pesquisa por fundamentos da matemática é uma questão central da filosofia da matemática; a abstração da natureza dos objetos da matemática presenteia especialmente desafios filosóficos.
Os fundamentos da matemática são como um todo que não contém os fundamentos de todos os tópicos matemáticos. Geralmente, os fundamentos de um campo de estudo se debruça mais ou menos em analisar sistematicamente os mais básicos ou conceitos fundamentais, essa concepção unitária e a sua ordem natural de hierarquia de conceitos, que pode ajudar a juntar com o resto do conhecimento humano. O desenvolvimento, aparição e esclarecimento de fundamentos pode aparecer depois em um campo da história, e pode ser visto por qualquer um que esteja muito interessado nessa parte.
A procura sistemática dos fundamentos da matemática começou no fim do século XIX e formou uma nova disciplina da matemática chamada lógica matemática, que tem fortes ligações com a teoria da computação. Ela trouxe uma crise de pensamentos sobre resultados paradoxos, até as descobertas serem estabilizadas durante o século XX como uma grande e coerente vertente do conhecimento matemático com aspectos rígidos ou componentes (teoria dos conjuntos, teoria dos modelos, teoria da prova...), que detalharam propriedades e possíveis variantes sendo ainda um ativo campo de pesquisa. Seu alto nível de técnicas sofisticadas inspirou muitos filósofos a supor que ela pode servir como um modelo ou exemplo de fundamentos de outras ciências.

## História
Veja também: História da lógica e História da matemática.

### Matemáticos gregos antigos
Enquanto a prática da matemática foi previamente desenvolvida em outras civilizações, interesses especiais em sua teoria e aspectos fundamentais realmente começaram com os gregos antigos.Inicialmente os filósofos gregos discutiram para saber quem é mais básica, a aritmética ou a geometria. Zenão de Eleia (490 a.C - 430 a.C) produziu quatro paradoxos que parecem mostrar a impossibilidade da mudança.
A Escola Pitagórica de matemática originalmente insistia que somente existiam números naturais e racionais. A descoberta dos irracionalidade da √2, a relação da diagonal de um quadrado com seus lados (por volta do século V a.C), foi um choque para eles que só aceitaram após muita relutância. A discrepância entre os racionais e os reais foi finalmente resolvida por Eudoxo de Cnido (480-355 a.C), um estudante de Platão, que reduziu a comparação da relação irracional para comparação de múltiplos (relação racional), antecipando, desse modo, a definição de números reais por Richard Dedekind (1831-1916).
Em Analíticos posteriores, Aristóteles (384 a.C - 322 a.C) estabelece o método axiomático para organizar um campo do conhecimento lógico de significados primitivos de conceitos, axiomas, postulados, definições, e teoremas. Aristóteles pegou a maioria dos exemplos da aritmética e da geometria. Esse método atingiu seu maior ponto com os Elementos de Euclides (300 a.C), um tratado monumental na estrutura geométrica com um elevado grau de rigidez: Euclides justificou cada proposição de uma demonstração com uma forma de cadeia de silogismos (pense que ele nem sempre se conformou estritamente com o modelo de Aristóteles). A lógica de silogismos de Aristóteles, junto com o axiomático método exemplificado pelos Elementos de Euclides, são universalmente conhecidos como elevadas conquistas científicas dos gregos antigos.

### Platonismo como uma tradicional filosofia matemática
Começando do fim do século XIX, uma visão Platonista da matemática tornou-se comum entre as práticas matemáticas.
Os conceitos ou, como os Platonistas teriam dito, os objetos da matemática são abstratos e remontam de um percentual de experiências diárias: figuras geométricas são compreendem as ideias de serem distinguíveis de desenhos efetivos e formas de objetos, e números não são confundidos com o contador de objetos concretos. A existência deles e o natural presente especial de conquistas filosóficas: Como fazer objetos matemáticos deferirem de representações concretas? Eles são localizados na representação, ou na nossa mente, ou em algum lugar também? Como nós podemos saber deles?

### Idade Contemporânea
O matemático Georg Cantor começou as suas pesquisas estudando séries trigonométricas, mas logo foi direcionado por elas a elucidar o conceito de conjunto. Dessa maneira ele deu origem à teoria de conjuntos, desenvolvendo a primeira teoria matemática dos números infinitos e o início da topologia dos conjuntos de pontos surgida a partir das questões do Analysis Situs, agora colocadas no contexto da teoria de conjuntos. Richard Dedekind, em constante contato com Cantor, utiliza os desenvolvimentos da teoria de conjuntos na sua elucidação do conceito de continuidade e na sua definição dos números reais. Como expressa Hilbert com referência a Dedekind:
"O matemático viu-se forçado a ser um filósofo, para poder seguir sendo matemático"
Em outro sentido, Gottlob Frege afirma que a matemática deve fortalecer as suas bases lógicas, colocando claramente sua posição no livro Fundamentos da aritmética e depois nas Leis fundamentais da aritmética, onde começa com um desenvolvimento da lógica matemática para passar à matemática, como maneira de justificar a unidade de ambas.

### Surgimento de Paradoxos
Como resposta à teoria de Cantor dos ordinais transfinitos, Burali-Forti anuncia que nessa teoria pode ser derivada uma contradição, posteriormente denominada paradoxo de Burali-Forti. Em 1902, Bertrand Russell escreve uma carta para Frege. na qual anuncia que no sistema das Leis fundamentais da aritmética pode ser derivada uma contradição, hoje conhecida como paradoxo de Russell, mas certas fontes afirmam que já era conhecida com anterioridade por Ernst Zermelo, pertencente ao círculo de Hilbert
Esses paradoxos, mais outros enunciados posteriormente, geram uma crise de fundamentos (em alemão: Grundlagenkrisis), na qual são questionados os métodos e a lógica utilizada pela matemática.

### Respostas à crise e principais correntes da polêmica sobre fundamentos
As respostas à crise de fundamentos desenvolveram-se em diferentes direções, formando-se trés correntes principais denominadas de logicismo, formalismo e intuicionismo.
Russell aderiu ao pressuposto de Frege da unidade de lógica e matemática e escreveu, junto com Whitehead, o monumental texto dos Principia Mathematica, no qual são desenvolvida de uma maneira contínua a lógica e a matemática. Esse aprofundamento das ideias de Frege como resposta à crise constitui a base da tendência logicista.
Hilbert não participa da ideia de unidade da lógica e a matemática, mas considera que a formalização da lógica que culmina na obra de Frege é uma parte importante de uma outra resposta. Hilbert propõe a formalização e axiomatização das diferentes áreas da matemática, para assim poder dar uma demonstração da consistência de essas teorias, ou seja, de que não é possível a derivação de contradições nelas, constituindo a base do Programa de Hilbert e o início da corrente formalista, continuada por figuras como Paul Bernays, Stephen Kleene, Haskell B. Curry, Ernst Zermelo e John von Neumann.
Em desacordo com as posições anteriores, L. E. J. Brouwer afirma que a matemática chegou a paradoxos por ter-se afastado das intuições claras e dos métodos construtivos bem definidos, de modo que os métodos da lógica clássica que pode ser aplicada sem problemas a objetos concretos e em situações empíricas são extrapolados de maneira abusiva quando aplicados na matemática. Em particular, rejeita o princípio de terceiro excluído e as demonstrações de existência de um objeto matemático que não são construtivas. Assim, Brouwer deu origem à corrente intuicionista, às vezes denominada construtivista, tendo depois em Arend Heyting um importante defensor.

## Teoria de conjuntos
Seguindo a proposta de Hilbert, Zermelo propõe em 1908 um sistema de axiomas para fundamentar a teoria de conjuntos, evitando os paradoxos conhecidos, como os de Cantor, Burali-Forti e Russell. Com contribuições posteriores, essa teoria deu lugar à Teoria de Conjuntos de Zermelo-Fraenkel com Escolha, ZFC, na qual pode ser formalizada a maior parte da matemática atual.
Essa teoria é geralmente formalizada na lógica de primeira ordem com igualdade e tem como único símbolo não lógico não definido a relação de pertinência.

## Publicações
Muitos importantes trabalhos iniciais na área apareceram em Fundamenta Mathematicae, Journal of Symbolic Logic e no Zeitschrift für mahematische Logik und Grundlagen de Mathematik (hoje Mathematic Logic Quaterly). A editora North Holland dedica uma série denominada Studies in Logic and Foundations of Mathematic. Hoje a produção dessa área está mais especializada em diversas publicações periódicas de lógica matemática e filosofia da matemática.